# الانتخابات العامة الأردنية 1963
الانتخابات الأردنية 1963 هي انتخابات أُجريت يوم السادس من يوليو عام 1963 م. وبما أن الأحكام العرفية كانت هي المسيطرة على البلاد فإن كل المترشحين للانتخابات كانوا من المستقلين.